# Vaughan Inlet
Das Vaughan Inlet ist eine 15 km lange und 12 km breite Bucht an der Oskar-II.-Küste des Grahamlands auf der Antarktischen Halbinsel. Sie liegt zwischen dem Whiteside Hill und dem Shiver Point. 
Luftaufnahmen entstanden am 20. Dezember 1928 beim Flug des australischen Polarforschers Hubert Wilkins über dieses Gebiet. Wilkins benannte die von ihm entdeckte vereiste Wasserfläche als Hektoria Fjords nach dem Walfangschiff Hektoria, das für den Transport seiner Expedition nach Deception Island im Einsatz war. Die heutige offene Bucht entstand durch den Rückzug des Hektoria-, des Green- und des Evans-Gletschers sowie durch das Auseinanderbrechen des Larsen-Schelfeises in dieser Region im März 2002. Das UK Antarctic Place-Names Committee benannte die Bucht 2008 nach dem Glaziologen David G. Vaughan (* 1962) von der Swansea University, der von 1986 bis 2008 als leitender Wissenschaftler beim British Antarctic Survey tätig war und sich federführend mit Untersuchungen zum Einfluss des Klimawandels auf den antarktischen Eisschild befasst hatte.